# Premio John Fante Opera Prima
Il Premio John Fante Opera Prima è un riconoscimento letterario italiano assegnato annualmente alla migliore opera prima di narrativa.
Conferito nel mese di agosto durante il John Fante Festival, è organizzato dal Comune di Torricella Peligna, paese che diede i natali al padre di John Fante, Nicola Fante.
Durante la manifestazione si assegna anche il Premio John Fante Vini Contesa alla carriera.

## Albo d'oro
| Anno | Vincitore                 | Opera                                                | Editore             |
| ---- | ------------------------- | ---------------------------------------------------- | ------------------- |
| 2008 | Dunja Badnjevic           | L'isola nuda                                         | Bollati Boringhieri |
| 2009 | Christian Frascella       | Mia sorella è una foca monaca                        | Fazi editore        |
| 2010 | Alberto Mossino           | Quell’africana che non parla neanche bene l’italiano | Terrelibere         |
| 2011 | Federica Tuzi             | Non ci lasceremo mai                                 | Lantana             |
| 2012 | Donatella Di Pietrantonio | Mia madre è un fiume                                 | Elliot              |
| 2013 | Simona Baldelli           | Evelina e le fate                                    | Giunti              |
| 2014 | Luisa Brancaccio          | Stanno tutti bene tranne me                          | Einaudi             |
| 2015 | Enrico Ianniello          | La vita prodigiosa di Isidoro Sifflotin              | Feltrinelli         |
| 2016 | Gesuino Némus             | La teologia del cinghiale                            | Elliot              |
| 2017 | Giacomo Mazzariol         | Mio fratello rincorre i dinosauri                    | Einaudi             |
| 2018 | Peppe Millanta            | Vinpeel degli orizzonti                              | NEO edizioni        |
| 2019 | Daniele Mencarelli        | La casa degli sguardi                                | Mondadori           |
| 2020 | Alice Cappagli            | Niente caffè per Spinoza                             | Einaudi             |
| 2021 | Marcello Domini           | Di guerra e di noi                                   | Marsilio            |
| 2022 | Valeria Gargiullo         | Mai stati innocenti                                  | Salani              |
| 2023 | Laura Marzi               | La materia alternativa                               | Mondadori           |
| 2024 | Aurora Tamigio            | Il cognome delle donne                               | Feltrinelli         |